# Vasasszonyfa
Vasasszonyfa là một thị trấn thuộc hạt Vas, Hungary. Thị trấn này có diện tích 10,65 km², dân số năm 2010 là 380 người, mật độ 36 người/km².